# Mètode Lasheras

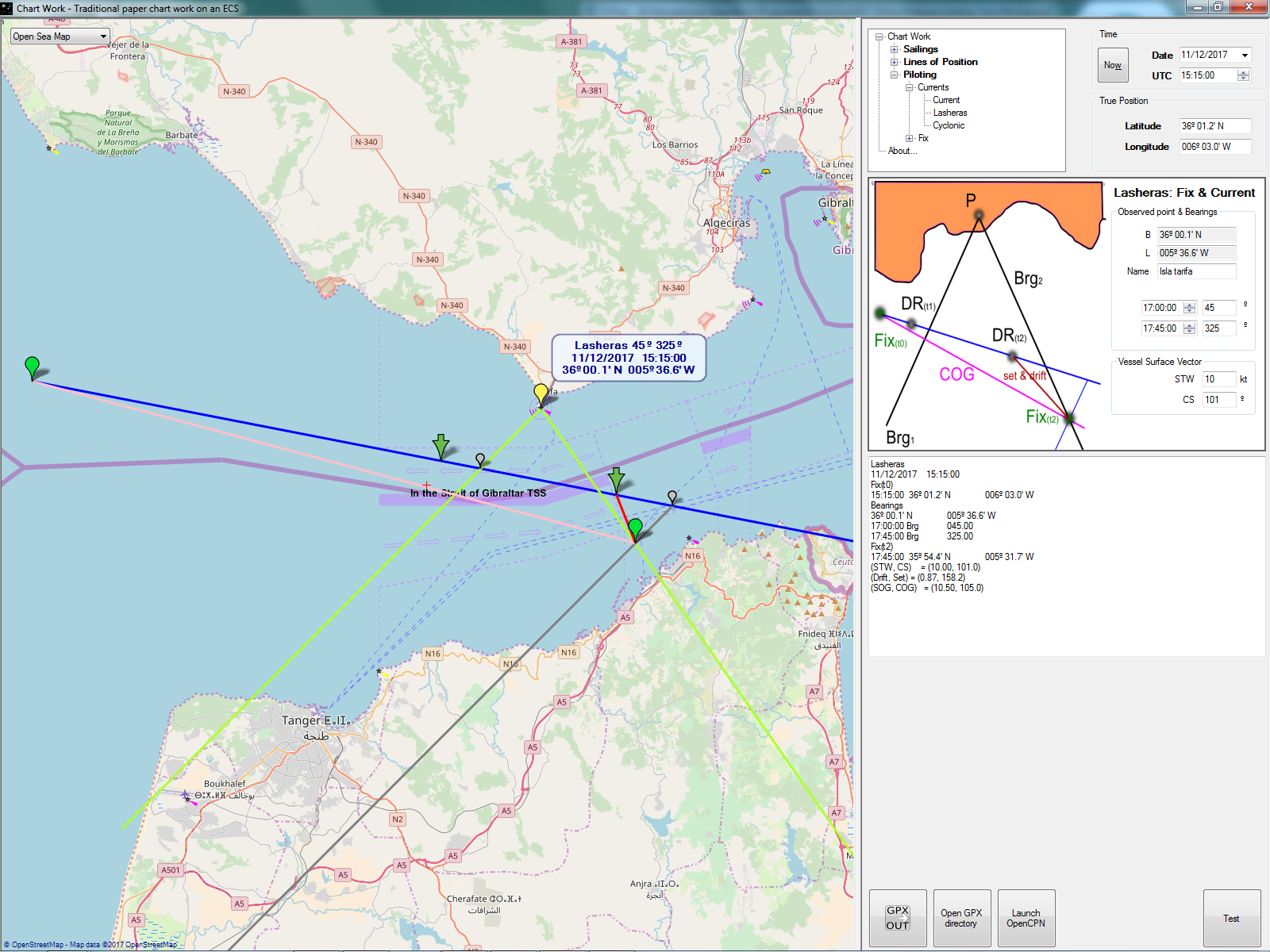
Navigational Algorithms - ChartWork: Solució Lasheras al problema pàgina 106 del llibre "Exercicis de navegació costanera. Fisure Llança. ISBN 978-84-457-2512-2”

El mètode Lasheras, també anomenat d' intervals d'error, és un procediment de navegació sobre carta que permet calcular el rumb i la intensitat horària d'un corrent marí desconegut coneixent la situació de partida, el rumb (sigui aquest veritable o de superfície ) i la velocitat de vaixell, així com dues demores a terra no simultànies.
El mètode pren el seu nom del marí guipuscoà Jesús Lasheras Mercadal, autor de manuals de navegació usats a les escoles navals militars espanyoles a la segona meitat del segle xx .

## Procediment (variant simplificada)[2]
1. Es traça sobre la carta el rumb suposat en absència de corrent (sigui aquest veritable o de superfície) i s'hi marquen les situacions suposades en què es trobarà el vaixell a l'hora en què es prenen les dues demores: S1 i S2. Es dibuixen en carta les dues demores veritables perllongant les seves línies fins a tallar la línia del rumb suposat.
2. Es mesura l'efecte de la deriva a la primera demora, mesurant la distància entre la primera situació estimada (S1) i el punt en què la línia de la primera demora talla el rumb.
3. Es trasllada aquesta deriva sobre la segona situació estimada (S2) mitjançant una regla de tres. Si en el temps en què s'ha arribat a S1, s'ha produït una demora sobre el rumb suposat d'E milles, a partir de S2 s'haurà produït una demora sobre el rumb suposat de X. Es marca aquesta distància des de S2 al rumb suposat en la mateixa direcció que E.
4. Dibuixem una línia paral·lela a la línia de la primera demora que talli el rumb suposat en X, i la perllonguem fins que talli la línia de la segona demora.
5. La nostra situació veritable (Sv) a l'hora de la segona demora és el punt de tall entre aquesta paral·lela i la línia de la segona demora.
6. Per conèixer el rumb i la intensitat horària del corrent marí, tracem una recta que una la segona situació estimada (S2) i la situació veritable (Sv). Mesurem amb el transportador els graus que se separa aquesta línia del nord veritable i obtenim el rumb del corrent. Mesurem la distància en milles entre tots dos punts, i aquesta distància és la deriva (d). Dividim la deriva (d) entre el temps de navegació des del punt de partida a la situació actual, i la xifra resultant és la intensitat horària del corrent (Ihc) expressada en nusos.